# Tive Sim
Tive Sim é uma canção composta pelo sambista Cartola.

## História
Composto na década de 1960, Tive Sim seria uma resposta aos ciúmes de sua companheira, Dona Zica, onde o sambista abria seu coração, referindo-se a Donária, seu amor do passado. "Tive sim, outro grande amor antes do teu(...) mas compará-lo ao teu amor seria o fim/ e vou calar, pois não pretendo, amor, te magoar".
Em 1968, organizadores sugeriram convidar Cartola para I Bienal do Samba, em São Paulo. A pedido de Flávio Porto (o Fifuca, irmão de Sérgio Porto), o jornalista Arley Pereira foi ao Morro da Mangueira, Rio de Janeiro, para fazer o convite ao sambista. Lá, ouviu Cartola cantar três sambas inéditos para que escolhesse um, e o escolhido foi Tive Sim, que seria interpretado por Ciro Monteiro. Durante o Festival, esse samba foi vaiado pelo público presente no Teatro Record. Mesmo assim, conquistou o quinto lugar, o que garantiu a Cartola um prêmio de 2 mil cruzeiros novos - o segundo maior de sua vida até então.
Em 1974, o samba foi lançado no primeiro álbum de Cartola.